# Feuersturm und Asche
Feuersturm und Asche (Originaltitel: War and Remembrance) ist der Titel einer zwölfteiligen Miniserie, die zwischen 1988 und 1989 produziert wurde. Das Drehbuch basiert auf dem im Jahr 1978 publizierten gleichnamigen Roman War and Remembrance des US-amerikanischen Schriftstellers Herman Wouk. Auch ist sie die Fortsetzung der fünf Jahre zuvor, im Jahr 1983 produzierten siebenteiligen Fernsehserie Der Feuersturm (Winds of War).

## Episodenliste
Die Länge der Episoden variiert – von 95 Minuten (Episode 4) bis hin zu 150 Minuten (Episoden 2 und 8).
1. Der Krieg geht weiter (Länge: 145 Minuten)
2. Das unvorstellbare Verbrechen (Länge: 150 Minuten)
3. Der Sieg von Midway (Länge: 125 Minuten)
4. Der Weg ins Ungewisse (Länge: 95 Minuten)
5. Ein letzter Versuch (Länge: 100 Minuten)
6. Das Ende vom Anfang (Länge: 115 Minuten)
7. Schicksal der Verlierer (Länge: 120 Minuten)
8. Der Preis des Überlebens (Länge: 150 Minuten)
9. Beginn der Invasion (Länge: 100 Minuten)
10. Attentat und Abtransport (Länge: 100 Minuten)
11. Kein Ende des Schreckens (Länge: 100 Minuten)
12. Das letzte Kapitel (Länge: 115 Minuten)

## Handlung
Die Handlung setzt unmittelbar ein nach dem Angriff auf Pearl Harbor durch die See- und Luftstreitkräfte Japans, im Dezember 1941. Victor Henry übernimmt das Kommando des Schweren Kreuzers USS Northampton. Dessen Sohn Warren wird Pilot eines Sturzkampfbombers auf einem Flugzeugträger. Warrens Bruder Byron übernimmt die Funktion eines Offiziers auf einem U-Boot. Byrons Frau Natalie erwartet zusammen mit ihrem Sohn Louis und ihrem Onkel Aaron Jastrow in Neapel die Ausreise auf einem Flüchtlingsschiff nach Palästina. Der deutsche Diplomat Werner Beck, einst ein Schüler Aarons an der Yale University, will diesen für seine Zwecke einspannen. Er möchte, dass Aaron zurück nach Siena kommt und für die Achsenmächte über Radio Propagandasendungen produziert.
In der Zwischenzeit errichten die Nationalsozialisten im besetzten Polen das Konzentrationslager Auschwitz, in dem sie kurz darauf erste „Sonderbehandlungen“ an jüdischen Häftlingen vornehmen. Da die Beseitigung der Toten nach der Vergasung logistisch nicht einfach zu administrieren ist, schlägt der Lagerkommandant Rudolf Höß dem Reichsführer-SS Heinrich Himmler den Bau von Krematorien vor.
Doch auch militärisch plant Nazideutschland einen weiteren Coup. Mit dem Unternehmen Barbarossa überfällt die Wehrmacht im Auftrag des Führers die Sowjetunion. Der Krieg dehnt sich aus.
Natalie, Louis und Aaron werden zunächst ins Konzentrationslager Theresienstadt deportiert. Das Lager, das unter dem Kommando des sadistischen Österreichers Karl Rahm steht, soll als Vorzeigelager für das Rote Kreuz fungieren. Kurz nachdem sie den Tod ihres Sohnes inszeniert, ihn jedoch mit Hilfe von Widerstandskämpfern aus Theresienstadt schmuggeln kann, werden Natalie und Aaron nach Auschwitz deportiert.

## Darsteller und Synchronsprecher
| Rolle                  | Darsteller        | Synchronsprecher         |
| ---------------------- | ----------------- | ------------------------ |
| Victor „Pug“ Henry     | Robert Mitchum    | Joachim Nottke           |
| Natalie Henry          | Jane Seymour      | Simone Petschke          |
| Byron Henry            | Hart Bochner      | Bernd Eichner            |
| Pamela Tudsbury        | Victoria Tennant  | Kerstin Sanders-Dornseif |
| Rhoda Henry            | Polly Bergen      | Dagmar Altrichter        |
| Leslie Slote           | David Dukes       | Michael Pan              |
| Warren Henry           | Michael Woods     | Stefan Gossler           |
| Janice Henry           | Sharon Stone      | Daniela Hoffmann         |
| Alistair Tudsbury      | Robert Morley     | Klaus Miedel             |
| „Lady“ Aster           | Barry Bostwick    | Wolfgang Condrus         |
| Avram Rabinovitz       | Sami Frey         | Frank Glaubrecht         |
| Berel Jastrow          | Topol             | Wolfgang Völz            |
| Sammy Mutterperl       | John Rhys-Davies  | Karl Schulz              |
| Philip Rule            | Ian McShane       | Hartmut Reck             |
| Harry Hopkins          | William Schallert | Heinz Fabian             |
| Werner Beck            | Bill Wallis       | Joachim Tennstedt        |
| General Armin von Roon | Jeremy Kemp       | Robert Dietl             |
| Adolf Hitler           | Steven Berkoff    | Hartmut Neugebauer       |
| Dwight D. Eisenhower   | E. G. Marshall    | Hans Teuscher            |
| Winston Churchill      | Robert Hardy      | Wolfgang Dehler          |
| Franklin D. Roosevelt  | Ralph Bellamy     | Hans W. Hamacher         |
| Aaron Jastrow          | John Gielgud      | Friedrich W. Bauschulte  |

| Nebenrolle                                   | Darsteller           | Synchronsprecher      |
| -------------------------------------------- | -------------------- | --------------------- |
| Breckinridge Long                            | Eddie Albert         | Jochen Schröder       |
| Commander Jim Grigg                          | G. W. Bailey         | Uwe Karpa             |
| General Yevlenko                             | Brian Blessed        | Helmut Krauss         |
| Commander Hoban                              | J. Kenneth Campbell  | Norbert Langer        |
| SS-Standartenführer Paul Blobel              | Kenneth Colley       | Eberhard Prüter       |
| Colonel Harrison Peters                      | Mike Connors         | Joachim Kerzel        |
| Udam                                         | Eli Danker           | –                     |
| Harry S. Truman                              | Richard Dysart       | –                     |
| Admiral Ernest J. King                       | John Dehner          | Werner Ehrlicher      |
| William Tuttle                               | Howard Duff          | Joachim Cadenbach     |
| Oberst Claus Schenk Graf von Stauffenberg    | Sky Dumont           | Sky Dumont            |
| Gräfin Clara de Chambrun                     | Nina Foch            | Barbara Adolph        |
| Commander William Berscher                   | Jack Ging            | –                     |
| Palmer Kirby                                 | Peter Graves         | Christian Rode        |
| Rudolf Höß                                   | Günther Maria Halmer | Günther Maria Halmer  |
| Admiral William F. Halsey                    | Pat Hingle           | Alexander Herzog      |
| Madeline Henry                               | Leslie Hope          | Bettina Weiß          |
| Generaloberst Franz Halder                   | Barry Morse          | Heinz Giese           |
| Adolf Eichmann                               | Milton Johns         | Friedrich G. Beckhaus |
| Selma Ascher                                 | Mijou Kovacs         | Mijou Kovacs          |
| Feldmarschall Erwin Rommel                   | Hardy Krüger         | Hardy Krüger          |
| Captain Miles Browning                       | Michael McGuire      | Hans Nitschke         |
| Simon Anderson                               | William R. Moses     | Uwe Büschken          |
| Admiral Chester W. Nimitz                    | William Prince       | Heinz Palm            |
| Generalfeldmarschall Walther von Brauchitsch | Wolfgang Preiss      | Wolfgang Preiss       |
| Admiral Raymond A. Spruance                  | G. D. Spradlin       | Achim Petry           |
| SS-Obersturmführer Karl Rahm                 | Robert Stephens      | Wolfgang Dehler       |

## Hintergrundinformationen
Feuersturm und Asche zählt zu den teuersten Fernsehproduktionen der 1980er Jahre. Die Kosten betrugen 104 Millionen US-Dollar, nach heutiger Kaufkraft etwa 250 Millionen Dollar. Die Dreharbeiten nahmen rund eindreiviertel Jahre in Anspruch, begannen im Januar 1986 und endeten im September 1987. Das Drehbuch selbst beinhaltete 2070 Szenen. Gedreht wurde die Serie an Schauplätzen in Frankreich, Italien, Österreich, Jugoslawien, der Schweiz, Deutschland, England, Polen, den USA und Kanada.
In der Serie kamen 358 Sprechrollen zum Einsatz; 30.310 Statisten wirkten in Europa mit, weitere 11.410 in den USA.

## Auszeichnungen
Die Serie war 1989 in 15 Kategorien für den Emmy Award nominiert, konnte davon allerdings nur drei Auszeichnungen gewinnen, darunter für die Beste Miniserie. Zudem gewannen Barry Bostwick und John Gielgud je einen Golden Globe Award als Beste Nebendarsteller.

## Veröffentlichung
Die Serie ist seit dem 20. September 2019 auf DVD erhältlich.